# Labordia sessilis
Labordia sessilis är en tvåhjärtbladig växtart som beskrevs av Asa Gray. Labordia sessilis ingår i släktet Labordia och familjen Loganiaceae. Inga underarter finns listade i Catalogue of Life.